# Labroma horrens
Labroma horrens är en skalbaggsart som beskrevs av Sharp 1873. Labroma horrens ingår i släktet Labroma och familjen bladhorningar. Inga underarter finns listade i Catalogue of Life.